# Cadre
La Cadre è una squadra di super criminali della DC Comics, eccetto per la Cadre degli Immortali, la maggior parte di cui furono riformati e che alla fine divennero eroi. Comparve per la prima volta in Justice League of America n. 235 (febbraio 1985), e fu creata Gerry Conway e Chuck Patton.

## Storia
Un criminale alieno conosciuto come Overmaster cominciò a mettere alla prova l'abilità degli esseri umani di abitare la Terra. Convocò a sé un gruppo di criminali e gli diede i super poteri, così nacque la Cadre. La Cadre combatté contro la Justice League in numerose occasioni e attraversò altrettante versioni del proprio gruppo. Parecchi membri morirono nel corso della storia della squadra, ma molti di più ne furono reclutati.
Ci fu anche una versione della Cadre chiamata Cadre degli Immortali; questa versione era costituita di metaumani illusi da un agente di Overmaster chiamato Prester John, l'Immortale. Il Mahayogi fu ucciso mentre liberava i membri maya della Justice League International dal controllo mentale. Dopo che la verità fu rivelata, Seneca e Osiride si unirono alla JLI nella loro battaglia contro Overmaster, ma da lì in poi non si videro più nell'Universo DC.
Un'altra versione della Cadre era formata da vari membri di criminali minori della DC che formarono un gruppo come quello degli Estremisti.
Infine, un'ultima versione della Cadre, guidata dal Dottor Polaris, fu successivamente formata e combatté contro la Power Company.

## Membri
Ci furono molte incarnazioni della Cadre. Alcune di queste furono:

### Prima Cadre
- Overmaster - Un alieno simile a Galactus di 580 milioni di anni, accidentalmente ucciso da Amazing Man II.
- Black Mass - Ex fisico del M.I.T. con poteri di controllo sulla gravità.
- Shatterfist I - Artista marziale coreano il cui pugno può distruggere qualsiasi cosa.
- Crowbar - Ex leader di una gang di Detroit, con un piede di porco metafisico.
- Fastball  - Utilizzò una tuta robotica che gli consentiva di lanciare degli esplosivi grandi quanto una palla da baseball con una grande forza.
- Nightfall - I cinturini creano un campo nullificatore, che assorbono la luce e l'energia cinetica.
- Shrike II - Paziente mentale con urlo sonico e un paio d'ali. Morì mentre faceva parte della Suicide Squad.

### Cadre degli Immortali
- Prester John - Alias l'Immortale. Voleva conquistare il mondo della tecnologia odierna.
- Ewald Olaffson - Fratello di Ice; servo di Overmaster.
- Maya - Ex membro della JLA dall'India.
- Mahayogi - Un fantasma indù, servo della dea Shiva. Diede a Maya i suoi poteri.
- Druid II - Un criminale inglese. Morì alla fine della storia.
- Phalanx - Eroe italiano con indosso un'armatura romana che può creare duplicati di sé stesso.
- Mohammed Ibn Bornu - Eroe Nord Africano con una lancia elettronica che può lanciare lampi d'energia, e cavalca un cavallo robot volante.
- Musashi - Un eroe guerriero giapponese super potenziato.
- Seneca - Un eroe Nativo Americano super forte.
- Xiuhtecutli - Una guerriera messicana in stile azteco con poteri solari.
- Osiride - Eroe egiziano con indosso un'armatura d'oro, crede di essere la reincarnazione di Osiride.

### Seconda Cadre
- Ice - Ingannato da Overmaster ed infine ucciso.
- Devastator - Armatura e tridente preponderante, ferì gravemente Booster Gold.
- I Nuovi EstremistI
- Aryan Brigade

### Terza Cadre
- Doctor Polaris I - Poteri magnetici, guarì Black Mass e riformò la squadra.
- Starshrike - Somiglia alla versione originale, con in più le ali.
- Shatterfist II - Artista marziale americano i cui pugni possono distruggere tutto.
- Black Mass - Ex fisico M.I.T. con poteri sulla gravità.
- Crowbar - Ex leader di una gang di Detroit con un piede di porco metafisico.
- Fastball  - Può lanciare una palla da baseball (o una bomba) molto, molto velocemente.
- Nightfall - I cinturini possono creare un campo nullificatore, assorbire la luce e l'energia cinetica.

## Altri media

### Televisione
- Shatterfist, Black Mass, Fastball e Crawbar della Cadre comparvero nell'episodio "Lo Scontro" della serie televisiva Justice League Unlimited. Furono sconfitti in un attimo da Superman e Batman. Successivamente Black Mass e Fastball comparvero come membri della Società segreta dei supercriminali (Fastball fu poi ucciso da Killer Frost dopo la battaglia tra le due fazioni della Società). Shatterfist comparve anche nel Meta-Brawl di Roulette, mentre combatteva Hellhound.